# Quercus kelloggii
Quercus kelloggii és una espècie del gènere Quercus dins de la família de les fagàcies. Està classificada en la secció dels roures vermells d'Amèrica del Nord, Centreamèrica i el nord d'Amèrica del Sud, que tenen els estils llargs, les glans maduren en 18 mesos i tenen un sabor molt amarg. Les fulles solen tenir lòbuls amb les puntes afilades, amb truges o amb pues en el lòbul.

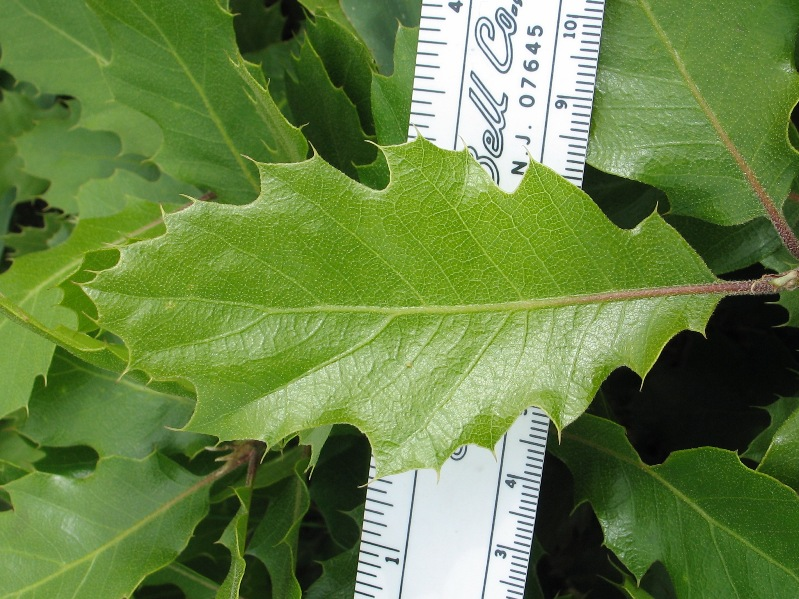
Detall de la fulla

## Descripció

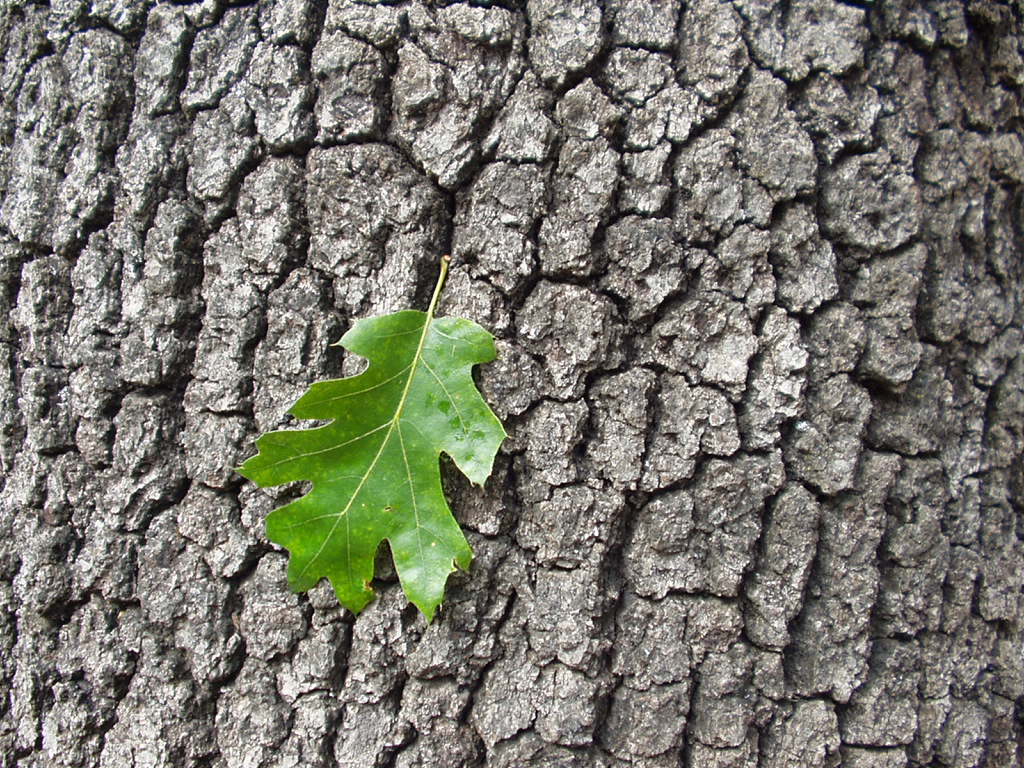
Fulles i escorça

Quercus kelloggii creix normalment 9-25 m d'altura i 0,3 a 1,4 m de diàmetre. Els arbres grans poden excedir de 36 m d'altura i 1,6 m de diàmetre. L'espècie també creix en forma d'arbustos formant matolls de roure en els llocs pobres. A les àrees obertes, la corona és ampla i arrodonida, amb branques inferiors gairebé tocant el sòl o formant una línia d'exploració. En rodals tancats, la corona és estreta i prima en els arbres joves i irregularment àmplia en els arbres vells. Els troncs estan generalment lliures de branques en la part baixa de 6-12 m en rodals tancats. Els troncs sovint es bifurquen, i en general forma buits en els arbres més vells. L'escorça és prima i llisa en els arbres joves, arribant a ser gruixuda, amb crestes, i en forma de plaques amb l'edat. Aquest roure creix a partir d'una o diverses arrels verticals que penetren fins a la roca mare, amb grans arrels que s'estenen lateralment i fora de les verticals. També té un nombre d'arrels superficials.
Les glans són relativament grans en aquesta espècie, 2,5-3 cm de llarg i d'1,5 a 1,8 cm d'ample. Les fulles profundament lobulades són típicament 10-20 cm de llarg. Mentre que els arbres individuals en general, tenen una vida útil d'entre 100 i 200 anys, roure negre de Califòrnia pot viure fins a 500 anys.
L'arbre es reprodueix quan les seves glans germinen per formar plàntules. També reprodueix vegetativament amb creixement de nous brots de la corona de l'arrel després que l'arbre és superior morts pels incendis forestals, la tala, les gelades, o altres esdeveniments.

## Distribució i hàbitat
El roure negre de Califòrnia és un arbre de fulla caduca que creix en boscos mixtos perennifolis, boscos de roures i boscos de coníferes. Es distribueix al llarg dels pujols i muntanyes baixes de Califòrnia i el sud d'Oregon.
Es troba des del Comtat de Lane (Oregon), al sud a través de la serralada de les Cascades, la Sierra Nevada i la Costa, Transversal i Peninsular oscil·la al Comtat de San Diego, Califòrnia i a la Baixa Califòrnia. L'arbre es presenta en masses pures o mixtes. Rodals purs solen indicar llocs desfavorables per al creixement de coníferes o pertorbació recurrent com les activitats d'incendi o tala. L'arbre pot créixer en molts tipus de sòls, però és important que el sòl estigui ben drenat.

## Ecologia
Quercus kelloggii és una espècie crítica per a la fauna silvestre. Els roures (Quercus spp.) poden ser l'únic gènere més important utilitzat per la fauna silvestre per a l'alimentació i la coberta de boscos i pasturatges de Califòrnia, i el roure negre de Califòrnia ocupa més superfície total a Califòrnia que qualsevol altra espècie de fusta dura. El bestiar també fan un ús intensiu d'aquesta espècie per a l'alimentació i la coberta.

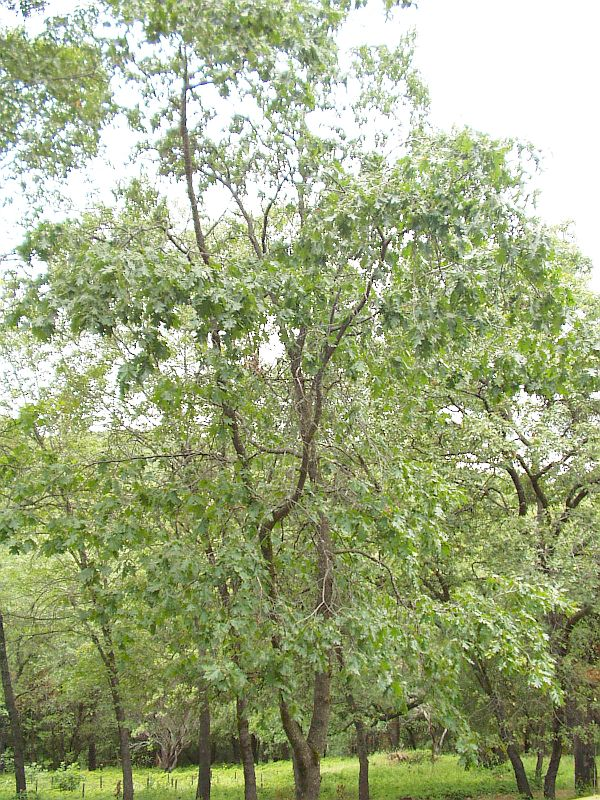
Planta jove

Les cavitats en els arbres proporcionen llocs per niar als mussols, diversos picots, esquirols i ossos negres americans. Els arbres proporcionen ombra valuosa per al bestiar i la vida silvestre durant els calorosos mesos d'estiu. Tipus de bosc de roure negre de Califòrnia són molt utilitzats en la primavera, estiu i tardor com a refugi per l'os negre.
És visitada pels cérvols i el bestiar. Les glans són molt utilitzats pel bestiar, cérvol mul, porcs salvatges, rosegadors, la guatlla de muntanya, gaig de Steller i picots. Les glans constitueixen una mitjana del 50% de les dietes de tardor i hivern de l'esquirol gris occidental i el cérvol de cua negra durant els bons anys. Les taxes de supervivència del cervatell augmenta o disminueix amb la grandària de la collita de gla.
Es tracta d'un substrat d'alimentació preferit per a moltes aus. Totes d'un total de 68 espècies d'aus observades en els boscos de roure de les Muntanyes Tehachapi de Califòrnia va utilitzar el roure negre de Califòrnia per a les seves activitats de forrajeo. El picot menjaglans, Icterus bullockii i Bosquerola de Nashville té una forta preferència pel roure negre de Califòrnia. La planta paràsita del vesc del Pacífic (Phoradendron villosum), que creix comunament en aquest roure, produeix baies que també atreuen a les aus.
Molts animals emmagatzemen les glans i les glans que s'han emmagatzemat en el sòl o en cas contrari enterrades són més propensos a brotar dels quals romanen en la superfície.
L'arbre està adaptat als incendis forestals. Està protegit dels incendis més petits per la seva gruixuda escorça. Si és cremat en un incendi major, rebrota amb facilitat i té un bon subministrament de nutrients i aigua emmagatzemats en el seu sistema d'arrels. Les glans brollen en les plàntules després d'un incendi i els llocs que han estat buidades de cobricel i fullaraca dels incendis són ideals per a l'èxit de les plàntules.
Aquest roure és vulnerable a la mort sobtada del roure.

## Usos
Els nadius americans de califòrnia preferien les glans de roure negre de Califòrnia sobre els d'altres espècies per a la fabricació de farina de gla. Aquesta gla era un aliment bàsic per a molts grups indígenes. Els nadius americans van reconèixer la importància del foc a aquest roure, i deliberadament prenien focs en boscos de roures per promoure la seva salut i assegurar la seva font d'aliment.
La fusta s'utilitza per a la fabricació de mobles, palets i fusta de construcció. S'utilitza com un arbre ornamental.

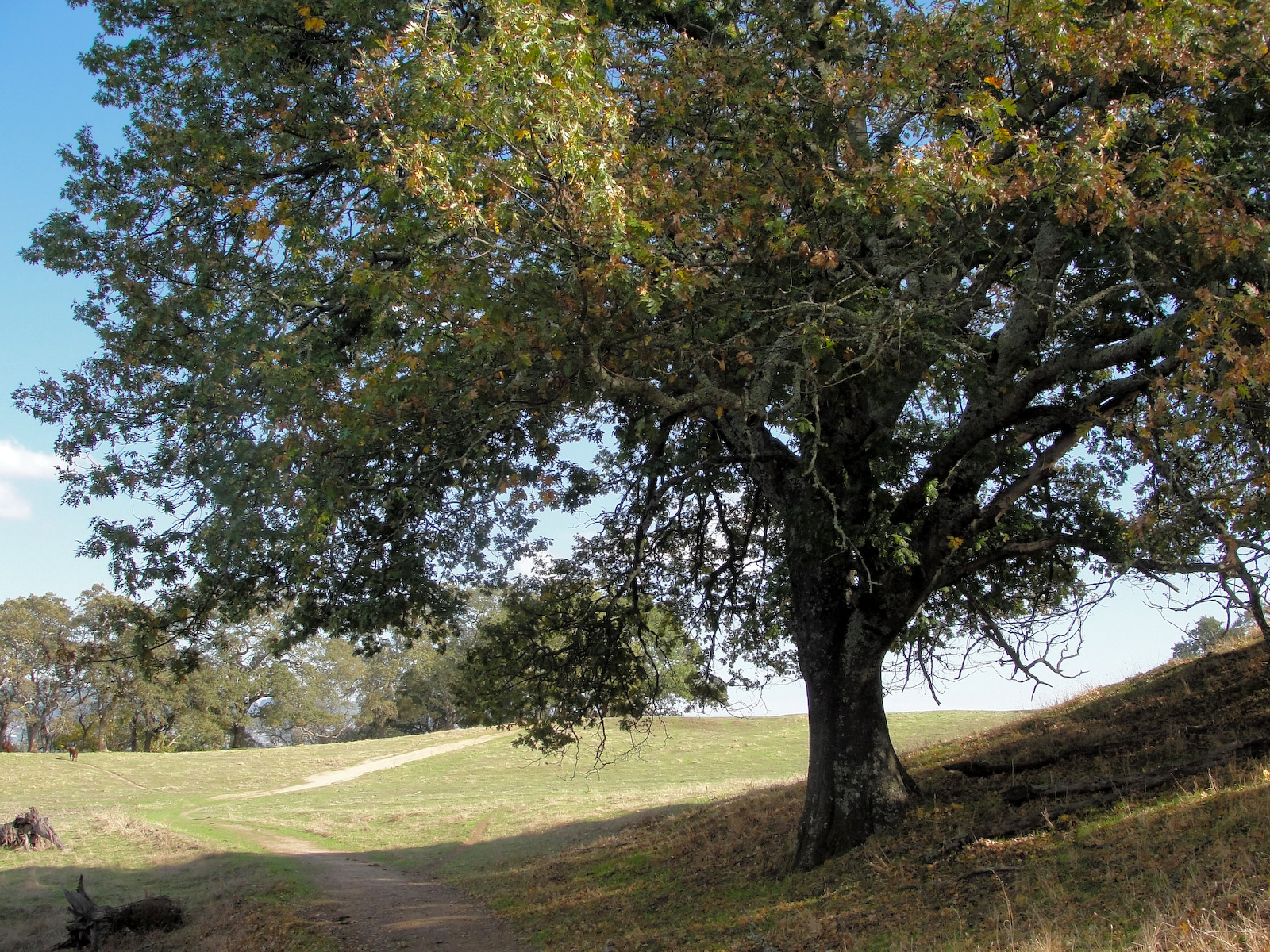
Vista de l'arbre

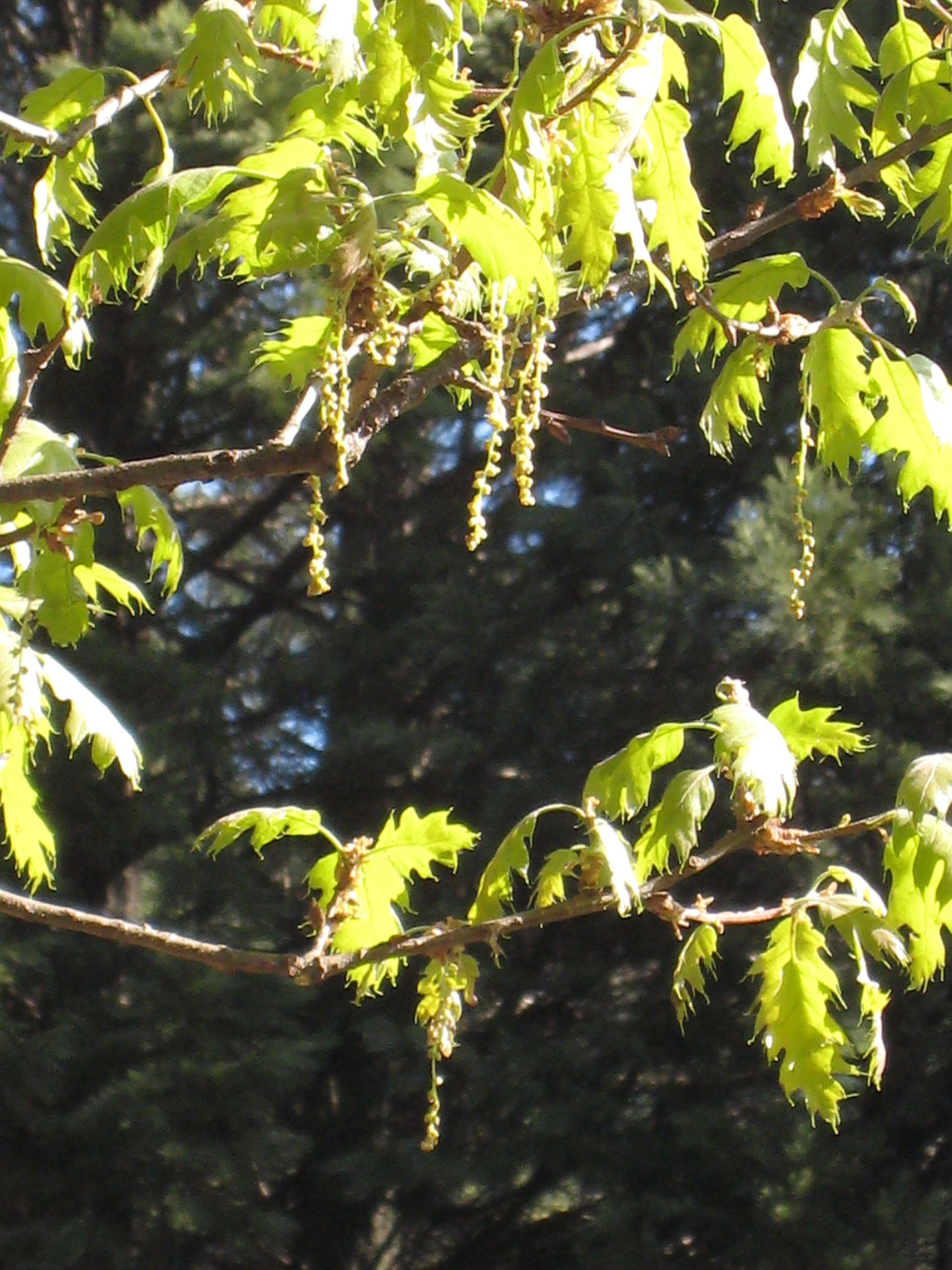
Detall

## Fusta
Roure negre de Califòrnia compta amb un volum total del 29% dels recursos de la fusta de Califòrnia, i és la principal cort de fusta allí. La superfície total estimada de distribució de l'espècie és 361.800 ha (3.618 quilòmetres ²); 239.200 ha (2.392 quilòmetres ²) de boscos de producció de fusta i 122.600 ha (1.226 quilòmetres ²) de boscos. D'aquesta terra el 60% és de propietat privada, el 31% es troba en els boscos nacionals, i el 9% està en altres terres públiques. Ha disminuït en gran manera la seva abundància històrica. Això és a causa d'una sèrie de factors, inclòs la sequera, la malaltia, cerca d'aliment dels animals, les pràctiques d'explotació, de supressió d'incendis, i una varietat d'altres impactes humans. Tallar arbres verds de llenya ha contribuït a la disminució d'aquesta espècie, i la collita il·legal d'arbres verds en terres públiques és un problema continu.
Durant molt temps es va considerar pels organismes forestals i els governamentals com un arbre de mala herba. En els seus primers anys, la seva única utilitat era per alimentar les calderes dels motors que portaven els valuosos troncs de pins i avets. Va haver-hi un període, a mitjans de la dècada de 1960, quan la política del Servei Forestal dels EUA en els boscos nacionals de Califòrnia per al roure negre de Califòrnia va ser l'exterminació sistemàtica per l'anellat dels arbres. L'objectiu era donar cabuda a un major creixement de coníferes. En la carrera per utilitzar els pins, avets i boscos de sequoies, les fustes denses es miraven amb menyspreu. Igual que alguns altres visionaris de la dècada de 1960, l'Ajuntament de Guy va pensar que el roure negre de Califòrnia presentava un bell desafiament que mereixia una mica millor que l'erradicació. El 1965, aquest ajuntament va convèncer a les agències federals per posar fi a les seves polítiques d'extermini.
Les plantacions de roure negre de Califòrnia s'han establert amb èxit en els clars de les plantacions de gla. Amb l'aprimament d'aquestes grades es promou destacar la productivitat i qualitat de la fusta, i es recomana quan els arbres arriben els 9-15 m d'alçada o densitat de la massa quan (àrea basal) és superior a 29 m² / ha). Aquest arbre també ha estat gestionat per a la producció de fusta mitjançant el manteniment de poblacions pures dispersades dins dels boscos de coníferes. Suports d'aquesta espècie solen establir-se en els llocs més pobres, on l'establiment de plàntules de coníferes no ha tingut èxit.

### Cultiu
Quercus kelloggii es conrea en l'especialitat de l'horticultura comercial com un arbre ornamental de plantes natives, resistents a la sequera i conservació de l'aigua, i els jardins d'hàbitat i diversos tipus de paisatges sostenibles municipals, comercials, i de l'agència de restauració de projectes.

## Taxonomia
Quercus kelloggi va ser descrita per John Strong Newberry i publicat a Reports of explorations and surveys: to ascertain the most practicable and economical route for a railroad from the Mississippi River to the Pacific Ocean, made under the direction of the Secretary of War 6: 28, 89, f. 6, a l'any 1859.
Etimologia
Quercus: nom genèric del llatí que designava igualment al roure i a l'alzina.
kelloggi: epítet atorgat en honor del metge i botànic estatunidenc Albert Kellogg.
Sinonímia
- Quercus californica (Torr.) Cooper
- Quercus sonomensis Benth. ex A.dc.
- Quercus tinctoria var. californica Torr.[5][6]